# 테크엘
테크엘(TechL Co. Ltd.)는 대한민국의 시스템인패키지(SiP) 기업이다. 본사는 경기도 화성시 동탄면 경기동로 548 (장지동)에 위치해 있으며 대표이사는 김재창이다.

## 사업
메모리 반도체 후공정 제조 전문인 Storage SIP 사업을 영위한다

## 참고문헌
1. ↑  박수현, 테크엘, BH그룹 품에 안기나…CB 전환 시점 '주목', 블로터, 2023.07.28
2. ↑  최소연, 테크엘 주가 달궈지나...메모리 반도체 후공정 제조 뛰어난 경쟁력 보유, 핀포인트뉴스, 2024.05.22